# Койо, Никола
Никола Койо (серб. Никола Којо; род. 5 сентября 1967 года в Белграде) — югославский и сербский актёр, а также телеведущий викторины Слабое звено.

## Биография
Имя Никола получил от прадеда, который был протоиереем в Мостаре. Койо дебютировал как актёр в возрасте неполных 13 лет в роли мальчика Ивана в фильме «Временная работа». В течение 1980-х сыграл заметные роли в фильме «Игманский марш» (1983), телевизионном сериале «Серый дом» (1984), и одну из главных ролей в популярном сериале «Сумасшедшие годы»: «Что происходит, когда любовь приходит» (1984), «Жикина династия» (1985), «Вторая Жикина династия» (1986). Роль в этом сериале сделала его одним из самых известных молодых актёров Югославии.
В 1992 году он сыграл главную роль в фильме Срджана Драгоевича «Мы не ангелы», благодаря которой стал известным. Несмотря на то, что ему это принесло огромную популярность и большое внимание СМИ, он продолжал со все большим успехом играть более серьёзные и более сложные роли, в последние годы в основном в фильмах, потому что ушёл из театра на неопределенное время.
Режиссировал фильм «Стадо».

### Семья
Женат на Александре. Есть дочь Анна 2008 года рождения и две дочери-близнецы 2013 года рождения. В течение 2013 и 2014 годов Никола Койо вёл телепередачу «Шоу всех времен» (серб. Шоу свих времена) на канале РТС.

## Награды и признание
- Гран При Наиса за мастерски исполненную роль майора Станковича в фильме «Четвёртый человек» (Четврти човек) 2008 года.
- Награда фестиваля в Сопоте за роль в фильме «Четвёртый человек» (Четврти човек) 2008 года.
- Награда за лучшего актёра на фестивале актёрских достижений «Филмски сусрети» в Нише в фильме «Механизм» (Механизам) 2001 года.
- Награда на фестивале актёрских достижений «Филмски сусрети» в Нише за роль в фильме «Временная работа» (Рад на одређено време) 1980 года.

## Фильмография
- 1980 — Временная работа — Иван
- 1982 — Мой временный отец — Иван
- 1983 — Игманский марш — Йовица
- 1983 — Лезвие бритвы
- 1984 — Что происходит, когда любовь приходит — Михайло Миша Павлович
- 1985 — Жикина династия — Михайло Миша Павлович
- 1986 — Вторая Жикина династия — Михайло Миша Павлович
- 1986 — Серый дом — Велизар
- 1987—1988 — Лучшая жизнь»
- 1988 — Сорок восьмая — заговор и предательство»
- 1988 — Что делаешь сегодня вечером — Неша
- 1990 — Забытые — Марко
- 1990 — Первый удар — Марко
- 1990 — Давайте любить 3 — Желько
- 1990 — Любовь — это хлеб с девятью корками
- 1990—1991 — Лучшая жизнь 2 — Штеф Баленович
- 1991 — Голливуд или пропасть
- 1991 — Тесная кожа 4 — Момир
- 1992 — Полицейский с Петлового холма — Риджи
- 1992 — Мы не ангелы — Никола
- 1992 — Загреб — Белград через Сараево — Морнар
- 1993 — Полицейский с Петлового холма» — Риджи
- 1994 — Два часа качественной программы — Версаче
- 1994 — Будет лучше — Сале
- 1994 — Полицейский с Петлового холма — Риджи
- 1996 — До кости — Муса
- 1996 — Красивые деревни красиво горят  — Веля
- 1996—1997 — Туда-сюда». Сериал, Жарко Дамьянович
- 1997 — Балканские правила — Министр Сулё
- 1998 — Купи мне Елиота — Боки
- 1998 — Раны — Аца Бибер
- 1999 — Небесная удочка — Зуба
- 1999 — Нож — Милан Виленяк
- 1999 — Белый костюм — Алкоголик
- 1999 — Точки — Коренко
- 2000 — Тени воспоминаний — Милош
- 2000 — Механизм — Мак
- 2001 — Бумеранг — Павел
- 2001 — Близнецы — Предраг и Ненад
- 2003 — Черная змея — Чёрный Джордже
- 2004 — Порно телетабис»
- 2004 — Свободное падение — Шеф
- 2004 — Жизнь как чудо — Филипович
- 2004 — Чёрная змея 2 — 'Чёрный Джордже
- 2005 — Бал-Кан-Кан — Осман Ризванбегович
- 2005 — Мы не ангелы 2 — Никола
- 2005 — Балканские братья — Пакито
- 2005 — Ивкова слава — Цыганский музыкант
- 2005 — Контакт — Йанко
- 2007 — Чёрная змея и камень мудрости — Чёрный Джордже
- 2007 — Премьер-министр — директор БИА
- 2007 — Четвёртый человек — майор / Лазар Станкович
- 2007 — Театр в доме — Чврга
- 2007—2008 — Село горит, а баба расчесывается — полковник Крга
- 2007—2008 — Аисты вернутся — Батрич
- 2009 — Друг чёрных в национально-освободительной войне — друг Тетак
- 2009—2010 — Это как любовь — Срджан
- 2010 — Стрижка — инспектор Милутин
- 2009—2010 — Мой родственник из деревни — Тоша
- 2010 — На слово, на слово — Пая
- 2011 — Ясновидец означает приключение — режиссёр
- 2011 — Парад — Лимон
- 2011 — Состояние шока — Йово Станкович
- 2012 — Смерть человека на Балканах — композитор
- 2012 — Фолк — Йагнило
- 2013 — Надреалисты
- 2013 — Кризис — Алеш